# Макогон Павло Матвійович
Павло Матвійович Макогон (13 січня 1872 , Павлівка, Маріупольський повіт  — не раніше 1930 ) — член IV Державної Думи від Катеринославської губернії, селянин.

## Біографія
Православний, селянин села Павлівка Павлівської волості Маріупольського повіту.
Закінчив земську народну школу. Займався землеробством (56 десятин надільної та придбаної землі).
На два триліття обирався Павловським волосним старшиною і гласним Маріупольського повітового земства. Був членом повітової землевпорядної та ревізійної комісій. Крім того, був головою кредитного товариства і піклувальником багатьох земських шкіл.
У 1912 році був обраний у члени Державної думи від Катеринославської губернії з'їздом уповноважених від волостей. Входив до фракції Союзу 17 жовтня, після її розколу — до групи земців-октябристів. Був членом комісій: з переселенської справи, земельної та продовольчої. Був членом Прогресивного блоку.
У роки Першої світової війни брав участь у роботі Всеросійського земського союзу. У травні 1916 перебував при 1-й армії як помічник уповноваженого ВЗС.
6 березня 1917 року, після Лютневої революції, призначений комісаром Тимчасового комітету Державної думи і Тимчасового уряду на Північному фронті. Побував у Пскові та Ризі. Потім був переведений комісаром ВКГД і Тимчасового уряду на Південно-Західний фронт, одночасно отримавши повноваження комісара в Катеринославській губернії.
Після Жовтневого перевороту залишився в СРСР, жив у станиці Невинномиській. 1 лютого 1930 заарештований, потім висланий у Північний край на 10 років. Подальша доля невідома.

## Родина
Був одружений, мав вісім дітей, один із них:
- Іван, з початком Першої світової війни, пішов на фронт добровольцем. Закінчив 2-у Оранієнбаумську школу прапорщиків, прапорщик 186-го піхотного полку Асландузького, убитий 18 вересня 1916 року в бою біля містечка Бережани[2][3].

## Нагороди
- Георгіївський хрест 3-го ступеня (1917)
- Медаль «За старанність» на Станіславській стрічці (1911)
- Медаль «В пам'ять 100-річчя Вітчизняної війни 1812 року»
- Медаль «У пам'ять 300-річчя царювання дому Романових» (1913)